# Fuscidea aleutica
Fuscidea aleutica är en lavart som först beskrevs av Degel., och fick sitt nu gällande namn av Fryday. Fuscidea aleutica ingår i släktet Fuscidea och familjen Fuscideaceae.   Inga underarter finns listade i Catalogue of Life.